# Titularbistum Thunusuda
Thunusuda (ital.: Tunusuda) ist ein Titularbistum der römisch-katholischen Kirche.
Es geht zurück auf einen untergegangenen Bischofssitz in der gleichnamigen antiken Stadt, die in der römischen Provinz Africa proconsularis (heute nördliches Tunesien) lag. Der Bischofssitz war der Kirchenprovinz Karthago zugeordnet.
| Titularbischöfe von Thunusuda |                           |                                      |                    |                   |
| Nr.                           | Name                      | Amt                                  | von                | bis               |
| 1                             | Mark Joseph Hurley        | Weihbischof in San Francisco (USA)   | 21. November 1967  | 19. November 1969 |
| 2                             | Teodoro Úbeda Gramage     | Weihbischof in Ibiza (Spanien)       | 1. September 1970  | 13. April 1973    |
| 3                             | Concordio Maria Sarte     | Weihbischof in Caceres (Philippinen) | 25. April 1973     | 12. August 1980   |
| 4                             | John Olorunfemi Onaiyekan | Weihbischof in Ilorin (Nigeria)      | 10. September 1982 | 20. Oktober 1984  |
| 5                             | Germano Grachane CM       | Weihbischof in Nampula (Mosambik)    | 22. Januar 1990    | 11. Oktober 1991  |
| 6                             | José Luis Fletes Santana  | Weihbischof in Mexiko (Mexiko)       | 29. Januar 2000    |                   |